# Julius Kariuki
Julius Kariuki (ur. 12 czerwca 1961 w Nyahururu) – kenijski lekkoatleta, długodystansowiec, złoty medalista olimpijski z Seulu oraz uczestnik igrzysk olimpijskich w Los Angeles.

## Osiągnięcia
- złoty medalista mistrzostw Afryki w lekkoatletyce (bieg na 3000 metrów z przeszkodami Kair 1985)[2]
- 1. miejsce podczas Pucharu świata (bieg na 3000 metrów z przeszkodami Canberra 1985)[3]
- złoto igrzysk olimpijskich (bieg na 3000 metrów z przeszkodami Seul 1988)[1]
- 1. miejsce w Pucharu świata (bieg na 3000 metrów z przeszkodami Barcelona 1989)[3]
- złoty medal na uniwersjadzie (bieg na 10 000 metrów Duisburg 1989)[4]
- złoto igrzysk Wspólnoty Narodów (bieg na 3000 metrów z przeszkodami Auckland 1990)[5]
- 3. miejsce podczas finału Grand Prix IAAF (bieg na 3000 metrów z przeszkodami Londyn 1993)[6]

## Rekordy życiowe
- bieg na 3000 metrów z przeszkodami – 8:05,51 (1988) najlepszy wynik na listach światowych w 1988, aktualny (2020) rekord olimpijski
- bieg na 2000 metrów z przeszkodami – 5:14,43 (1990) rekord Afryki, były rekord świata
- bieg na 5000 metrów – 13:39,80 (1994)